# Connect (Zeitschrift)
connect ist eine Medienmarke für Telekommunikation und Mobilfunk und gehört zum Verlag WEKA Media Publishing GmbH der WEKA Holding. Der Untertitel lautet „Die Test-Instanz für Smartphones und Connectivity“.
Themen der seit Ende 1992 erscheinenden Zeitschrift sind vor allem Hardwaretests von Mobiltelefonen, Notebooks, Routern, Navigationssystemen, Freisprecheinrichtungen, PDAs, Streaming-Clients und Ähnlichem. Im Oktober 2020 stellte connect ein eigenes Testverfahren für Kameras in Smartphones vor. Der sogenannte camera quality benchmark soll die Fotoqualität von Handys messen.
connect bietet neben der gedruckten Ausgabe auch eine umfangreiche Online-Plattform an, die Lesern Zugang zu aktuellen Nachrichten, Testberichten und Diskussionsforen bietet. Die Community von connect umfasst Technikinteressierte, Mobilfunknutzer und Branchenexperten, die sich über die neuesten Entwicklungen austauschen.
Leitender Redakteur ist Rainer Müller. Presserechtlich verantwortlich ist Dirk Waasen, Herausgeber und Verlagsleiter. connect erscheint in verschiedenen europäischen Ländern und China als Lizenzausgabe.
Der Redaktionssitz befand sich bis 2015 in Stuttgart, seitdem ist er in Haar bei München.

## Inhalte und Schwerpunkte
connect deckt eine Vielzahl von Themen ab, darunter:
- Umfassende Tests von Mobiltelefonen, Smartphones und Zubehör
- Bewertungen von Mobilfunknetzen hinsichtlich Geschwindigkeit, Abdeckung und Zuverlässigkeit
- Aktuelle Entwicklungen in der Telekommunikationsbranche
- Praxistipps und Anleitungen für Verbraucher im Umgang mit Mobilfunktechnologien[4]